# Departamento de Huancavelica
Huancavelica es un departamento de la República del Perú con capital en la homónima Huancavelica, ubicado en el centro oeste del país.  Limita con los departamentos de Junín al norte, Ayacucho al sur y al este, Ica al suroeste y Lima al noroeste. Con 22 131 km² es el séptimo departamento menos extenso, por delante de Ica, Apurímac, Tacna, Moquegua, Lambayeque y Tumbes, el menos extenso. Se fundó el 26 de abril de 1822.
Su escarpada jurisdicción comprende territorio de ambas vertientes de la Cordillera de los Andes con algunas zonas cubiertas por la selva amazónica en su sector norte. Es el departamento con mayor pobreza económica del Perú.

## Historia

### Época preinca
Los estudios históricos y antropológicos registran evidencias de asentamientos humanos en la zona por los años de 3000 a. C. Eran pueblos nómadas, por tanto de condición pre agrícola. En la época neolítica se establecieron pobladores sedentarios. Se estima que los primeros grupos o sociedades humanas en Huancavelica se conformaron por efecto de la disgregación de los estados regionales de Tiahuanaco y Huari (Wari). Estos primeros grupos fueron los Anccaraes y Chocorbos que, de acuerdo a Waldemar Espinoza Soriano, tuvieron una filiación chanca, la que se expandía desde Apurímac hasta Ayacucho y Huancavelica. Las culturas Wari, Anccaras y Chancas, así como Chavín y Tiahuanaco, fueron las primeras en habitar este lugar por el "llimpi" (mercurio o azogue) que era sagrado.
Sus orígenes se hallan en antiguas poblaciones cuya “paccarina “ fue la laguna de Choclococha, en las alturas de lo que es hoy la provincia de Castrovirreyna. Los grupos regionales que existían en la zona central: Pocras de Ayacucho, Chancas en la zona de Andahuaylas y parte de Apurimac, Huancas y Xauxas en el Valle del Mantaro y otros señoríos locales.

### Imperio Inca

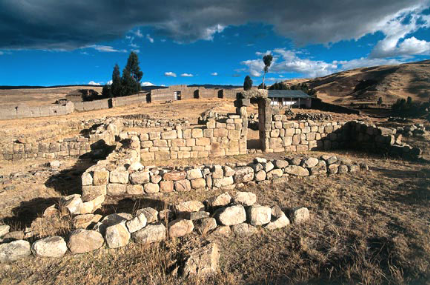
Uchkus–Inkañan.

Durante 50 años la Confederación Chanca impidió el avance y penetración Inca en la zona, pero finalmente fue sometida por el inca Pachacútec, quien la conquista e integra al dominio del Chinchaysuyo, de importancia estratégica por su ubicación geográfica, ya que era el punto de avanzada para la conquista del norte. La presencia e influencia Inca en la zona, así como su importancia dentro del imperio quechua, se registra no sólo en los elementos culturales, sino también en los vestigios arqueológicos subsistentes en la región. La expansión inca la desarrolló Túpac Yupanqui.

### Virreinato

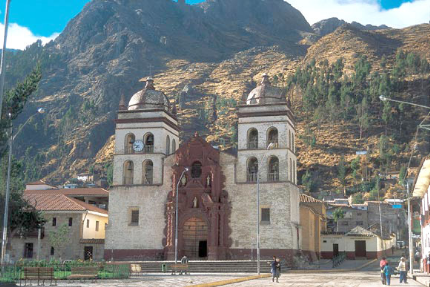
Catedral de Huancavelica.

Para los españoles, al comienzo de la colonia, Huancavelica era sólo una región de paso de soldados e invasores. La ruta establecida era Cusco, Jauja, y de esta última se seguía hasta Cajamarca. Fracasado el intento de convertir a Jauja en la capital del virreinato, los españoles entendieron que necesitaban una sede en la zona central y fundan la ciudad de Huamanga como uno de los obispados dependientes de Lima, en cuya jurisdicción estaba Huancavelica, junto con los partidos de Angaraes y Castrovirreyna. Esta situación se mantuvo hasta 1593.
Durante el Virreinato del Perú, en (1564), se descubrieron las minas de azogue, entre las que destacan la mina Santa Bárbara y se inició el auge de la entonces ciudad de Huancasvil, localizada en la entonces región de los Wankawillka (En español "una sola mano"), antigua jurisdicción de Huamanga.
El Virrey del Perú Francisco de Toledo dispuso que se trazara y fundara la Villa Rica de Oropesa. Debido a la fama de riqueza de sus minas de oro y de plata, la ciudad empezó a poblarse rápidamente con mineros, comerciantes y aventureros. La ambición fue tal que rápidamente entraron en funcionamiento 43 minas, pero la avidez de aquellos hombres no les dejó prever el agotamiento de los yacimientos. Cuando esto ocurrió en el siglo XVIII, Huancavelica empobreció.
En 1821, el Virreinato del Perú estaba dividido administrativamente en 11 intendencias, siendo una de ellas Huancavelica, que a su vez estaba conformada por las partidas de Castrovirreyna, Angaraes, el Cercado y Tayacaja. A través de la Constitución Política de 1 823, se establece la división del territorio nacional en Departamentos, Provincias y Distritos sobre la base de las intendencias, partidas y parroquias, respectivamente. Sin embargo, el Libertador Simón Bolívar, mediante Decreto Supremo, no considera a Huancavelica, cuyas provincias pasaron a formar parte del Departamento de Ayacucho. Años después, por Decreto Supremo del 28 de abril de 1839 el Gran Mariscal Agustín Gamarra vuelve a crear el Departamento de Huancavelica conformada por sus cuatro provincias: Castrovirreyna, Angaraes, Huancavelica y Tayacaja.

### Independencia y República

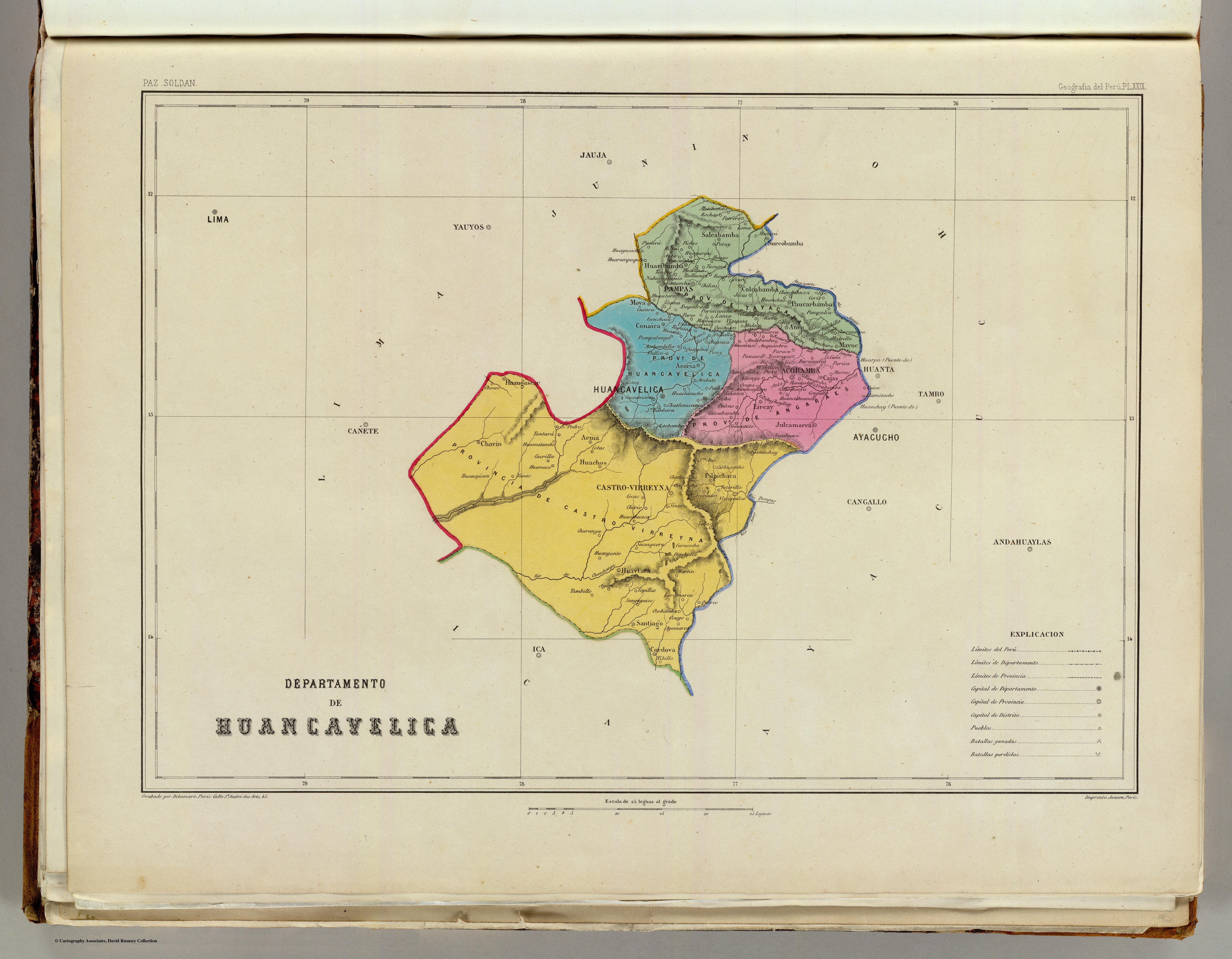
Mapa de Huancavelica en 1865

El papel del poblador huancavelicano fue de importancia en la lucha para consolidar la independencia republicana del Perú. En reconocimiento a su aporte le dieron el título de “Ilustre Ciudad” (D.S: del 28 de abril de 1839). En 1822 Huancavelica es elevada políticamente a la categoría de departamento (26-IV-1822). Luego, durante su gobierno, Simón Bolívar firmó un decreto que suprimió a Huancavelica como departamento y lo incorporó a la prefectura de Huamanga.
El gobierno de Agustín Gamarra dispuso mediante ley promulgada en 1839 que las provincias de Castrovirreyna, Tayacaja y Huancavelica formaran un departamento, cuya capital sería Huancavelica. En esta época se reinició la explotación de las minas, la cual no tuvo éxito por la carencia de mano de obra y porque las otras actividades productivas, como la agropecuaria, estaban trabadas por la presencia de rezagos feudales, con propietarios de haciendas que no constituían una alternativa para el desarrollo económico de la zona.
Esta situación primó en Huancavelica a lo largo del siglo XIX y parte del XX. Por otro lado, una importante fecha en su historia es el 24 de octubre de 1926, cuando se inauguró el Ferrocarril Central que lo comunica (a través de Huancayo) con la región Lima provincias y la ciudad capital de Lima y el primer puerto del país, Callao. La reforma agraria que impulsó el gobierno de Juan Velasco Alvarado no dio los resultados esperados por diferentes factores. Actualmente, por su situación social y económica –actividades productivas primarias, atraso tecnológico, ausencia de mercados internos y dependencia extrarregional, etc.–, Huancavelica está considerado un departamento en situación de extrema pobreza.
En los años 80 y parte de los 90, Huancavelica sufrió las consecuencias del periodo de violencia que afectó a sus siete provincias, lo cual generó su postración económica, política, social e institucional. A este doloroso hecho, cuyas secuelas aún no han sido superadas, se suma la catástrofe de la naturaleza (terremoto) que asoló principalmente las provincias y distritos de su vertiente occidental (Cuenca del Pacífico). En la actualidad, Huancavelica desarrolla un proceso de reconstrucción de su economía y de su tejido social.

## Geografía

### Ubicación
Este departamento está ubicado en la cadena occidental y central sierra central del país, enclavado en las altas montañas, entre los departamentos de Lima, Ica, Ayacucho y Junín. Limita al norte con Junín; al sur con Ayacucho e Ica; al este con Ayacucho y al oeste con Lima e Ica. Su belleza natural y sus recursos energéticos lo convierten en una región de gran potencial para su desarrollo.
- Latitud sur: 11º 59´ 10".
- Longitud oeste: entre meridianos 74º 34´ 40" y 75º 48´ 30".
- Población: 454.797 habitantes
  - Masculinos: 206.506.
  - Femeninos: 229.891
- Altura de la capital: 3.660 msnm
- Número de provincias: 7.
- Número de distritos: 101.

### Accidentes geográficos

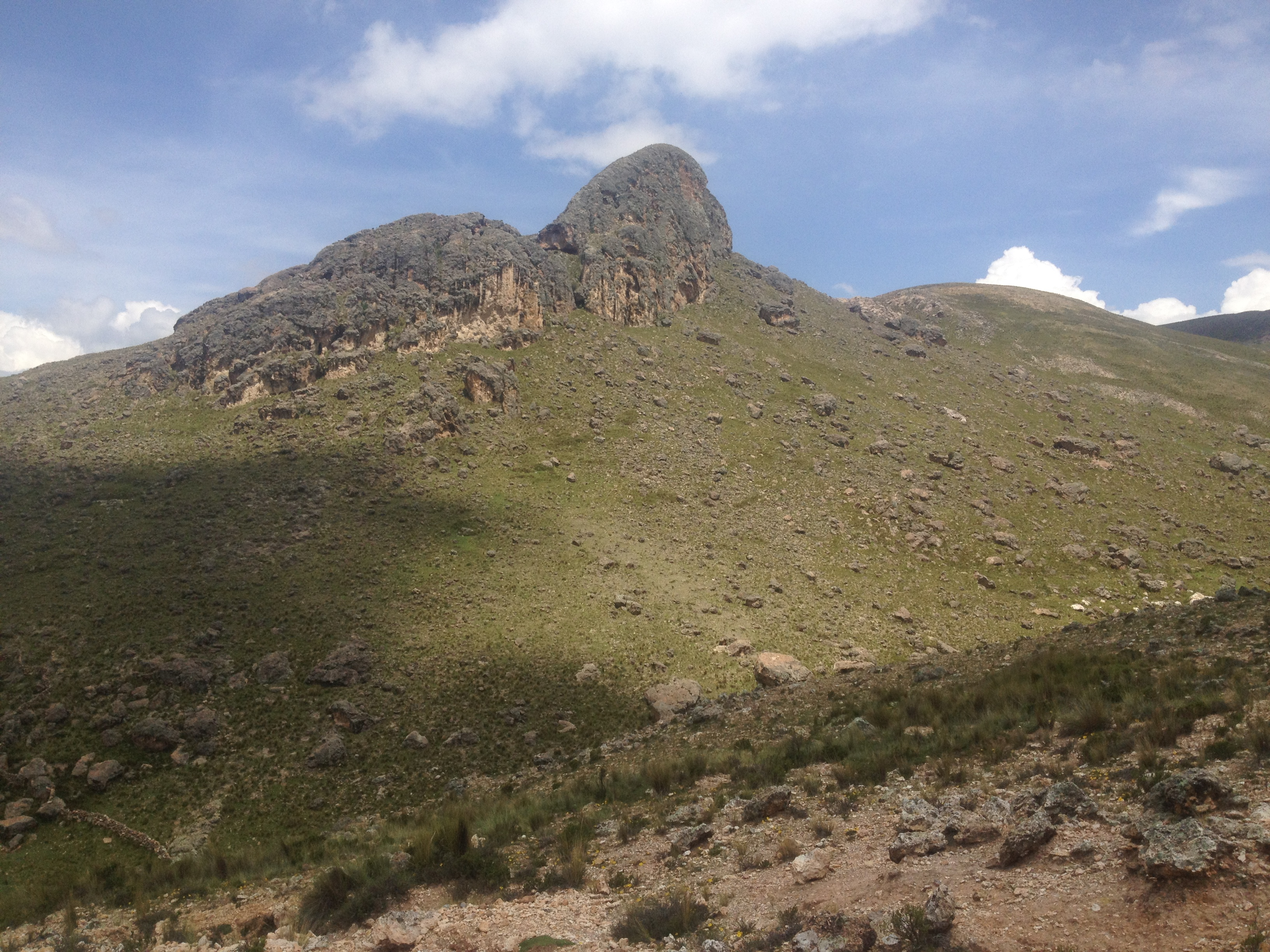

- Ríos más importantes: Mantaro, Pampas, Huarpa, Huancavelica y Churcampa.
- Nevados: Huamanrazo (5.298 m s. n. m.), Jahuina (5.288 m s. n. m.) y Altar (5.268 m s. n. m.).
- Abras: Huayraccasa (a 5.000 m s. n. m.) en Huancavelica; Chonta (a 4.850 m s. n. m.) en Castrovirreyna; y, Pampamali (a 4.250 m s. n. m.) en Angaraes.
- Lagunas: Choclococha, Orcococha y Huarmicocha.

### Clima
El clima fuerte por ser frío y de altitud. Su temperatura promedio es de 9,2 °C en la ciudad de Huancavelica; la máxima de 20 °C y la mínima de 3 °C.

## División administrativa

División administrativa y límites del departamento de Huancavelica.

El Departamento tiene una extensión de 22.131,47 kilómetros cuadrados y se divide en siete provincias:
| Provincias del departamento de Huancavelica | Provincias del departamento de Huancavelica | Provincias del departamento de Huancavelica | Provincias del departamento de Huancavelica | Provincias del departamento de Huancavelica | Provincias del departamento de Huancavelica | Provincias del departamento de Huancavelica |
| Ubigeo                                      | Provincia                                   | Capital                                     | Distritos                                   | Superficie km²                              | Población 2016                              | Altitud m s. n. m.                          |
| ------------------------------------------- | ------------------------------------------- | ------------------------------------------- | ------------------------------------------- | ------------------------------------------- | ------------------------------------------- | ------------------------------------------- |
| 0901                                        | Huancavelica                                | Huancavelica                                | 19                                          | 4 215.56                                    | 160 028                                     | 3 679                                       |
| 0902                                        | Acobamba                                    | Acobamba                                    | 8                                           | 910.82                                      | 79 752                                      | 3 431                                       |
| 0903                                        | Angaraes                                    | Lircay                                      | 12                                          | 1 959.03                                    | 63 906                                      | 3 271                                       |
| 0904                                        | Castrovirreyna                              | Castrovirreyna                              | 13                                          | 3 984.62                                    | 19 159                                      | 3 958                                       |
| 0905                                        | Churcampa                                   | Churcampa                                   | 11                                          | 1 218.42                                    | 44 605                                      | 3 275                                       |
| 0906                                        | Huaytará                                    | Huaytará                                    | 16                                          | 6 458.39                                    | 23 023                                      | 2 712                                       |
| 0907                                        | Tayacaja                                    | Pampas                                      | 22                                          | 3 378.36                                    | 108 083                                     | 3 251                                       |

## Economía

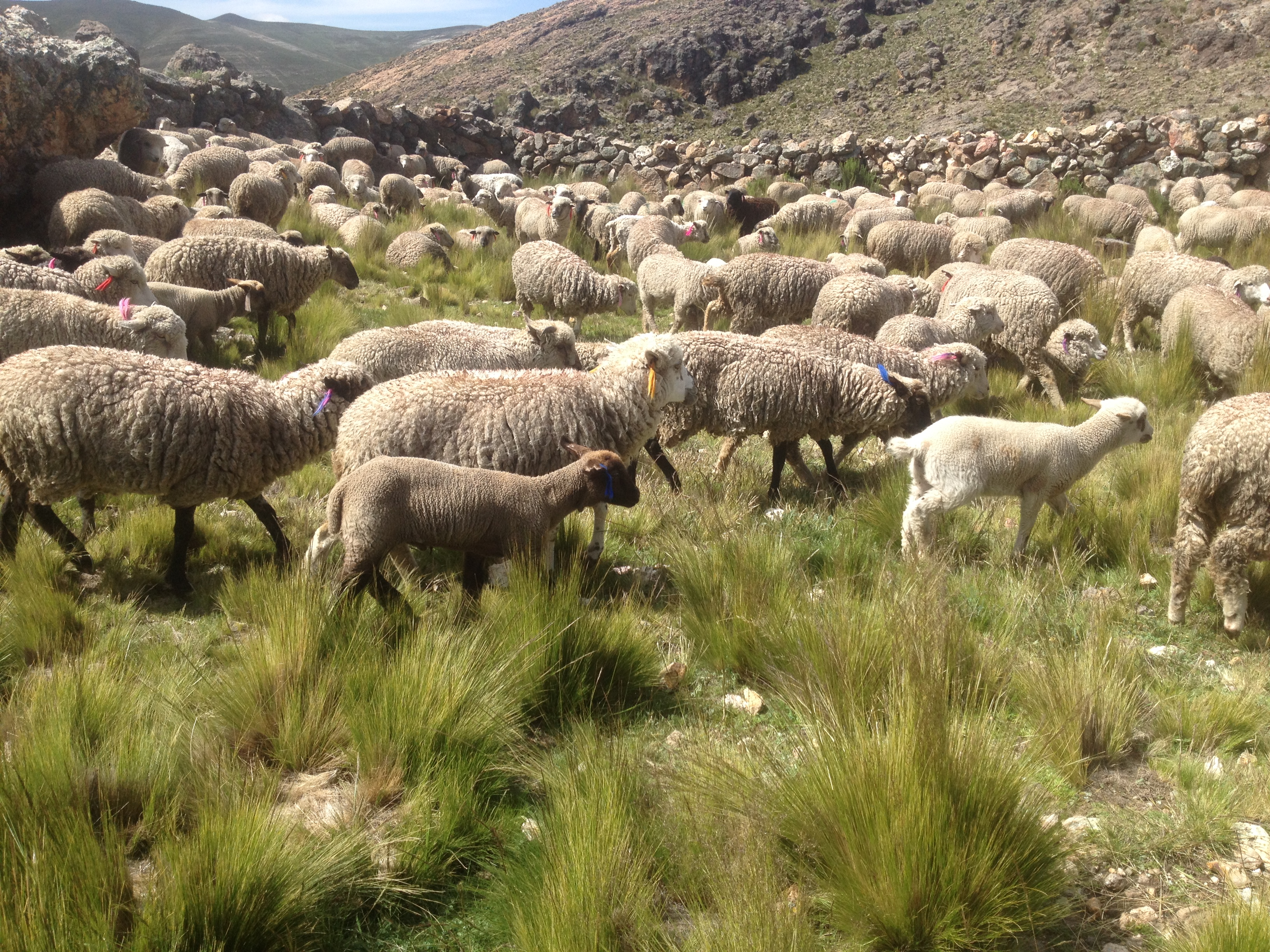
Crianza de ovinos.

Su economía está centrada en la minería, destacando las minas de Cobriza con su gran producción de cobre y Buenaventura y otras, de las que se extrae cobre, plomo, plata, oro y otros minerales. En el sector agrícola, produce papa, de la cual abundan las especies nativas. Las laderas de Tayacaja, en Angaraes, y otras provincias son muy productivas en cereales. Abundan la alpaca y la llama. Su ganado vacuno y porcino, por su proximidad a Huancayo y Lima, ha llegado en ciertos años a altas cifras de producción.
El campesino es eminentemente migrante; los peones llegan cuando hay trabajo y se marchan a otras regiones cuando escasea la labor. Cuenta con las centrales hidroeléctricas Santiago Antúnez de Mayolo y Restitución; ambas aprovechan las aguas del río Mantaro. Estas centrales forman parte del Sistema Interconectado Centro Norte, que suministra energía eléctrica a once regiones: Huánuco, Pasco, Junín, Huancavelica, Ayacucho, Lima, Áncash, La Libertad, Lambayeque, Cajamarca y Piura.

## Transporte y comunicaciones

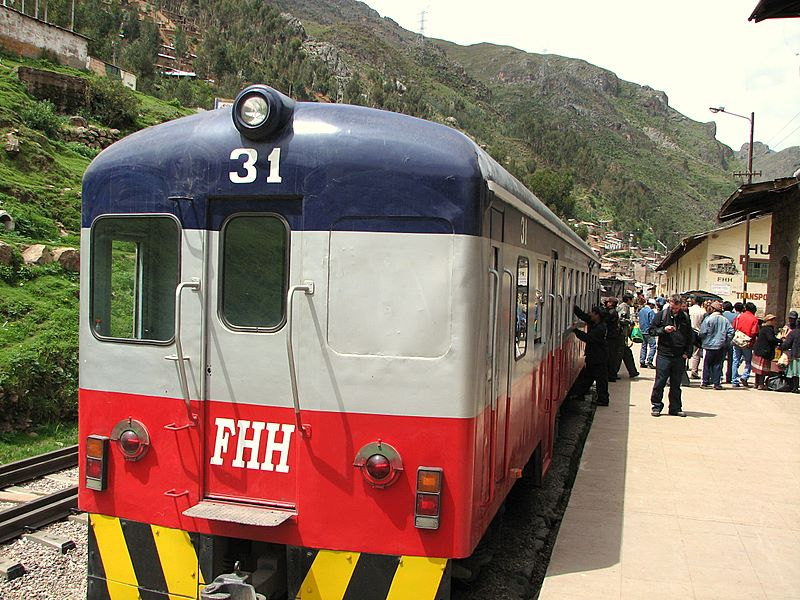

En esta ciudad termina el Ferrocarril Huancayo-Huancavelica también conocido como "El Tren Macho" ya que, el mal estado de las locomotoras causaba recurrentes retrasos. Se le dio el apodo de macho porque, según el decir popular, este tren "sale cuando quiere y llega cuando puede".

## Educación
- Colegios públicos y privados:

- Total: 2.501

- Educación inprimaria:1023

- Educación primaria: 1188
- Educación secundaria: 290

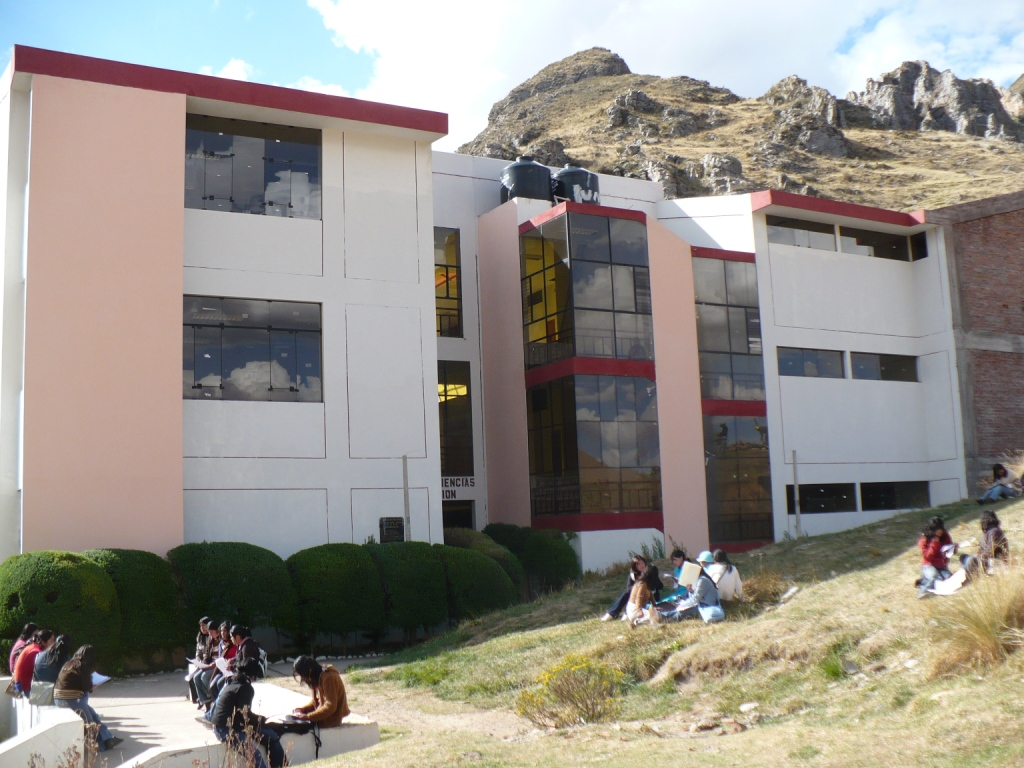
Universidad Nacional de Huancavelica

- Universidades: Universidad Nacional de Huancavelica

## Atractivos turísticos

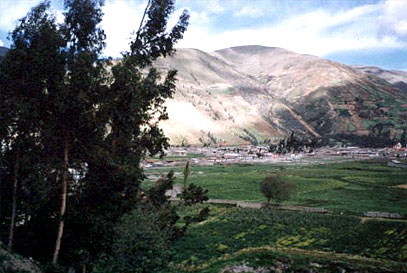
Vista de la ciudad de Pampas en la provincia de Tayacaja.

Por muchos años las autoridades peruanas ligadas al turismo no han considerado a Huancavelica como una zona atractiva para los visitantes. Parece ser que esta percepción empieza a cambiar.
Ahora podemos mencionar entre sus grandes atractivos turísticos podemos mencionar el Tren Macho, las lagunas de Choclococha, Orcococha, San Francisco descritas por el geógrafo D. López Mazzotti, el cerro de "la Bella Durmiente" en Castrovirreyna, Los baños termales en la ciudad de Huancavelica, "Los Frailones" en Acobamba, las costumbres de los Chopccas. la gran cantidad de iglesias virreynales en la ciudad, la Mina Santa Bárbara, el pueblo fantasma adyacente y el camino de esta mina a la ciudad y las zonas arqueológicas de Huaytará y Uchkus Inkañán descritas también por el mismo autor en sus reportes de viaje.

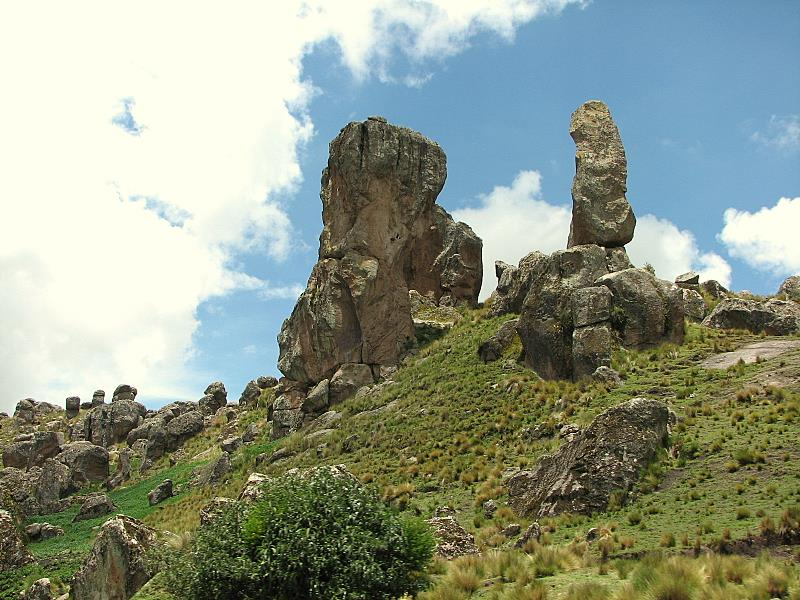
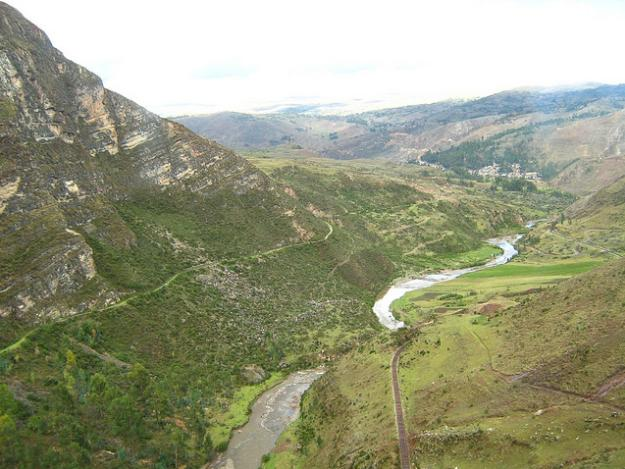

### Arqueológico

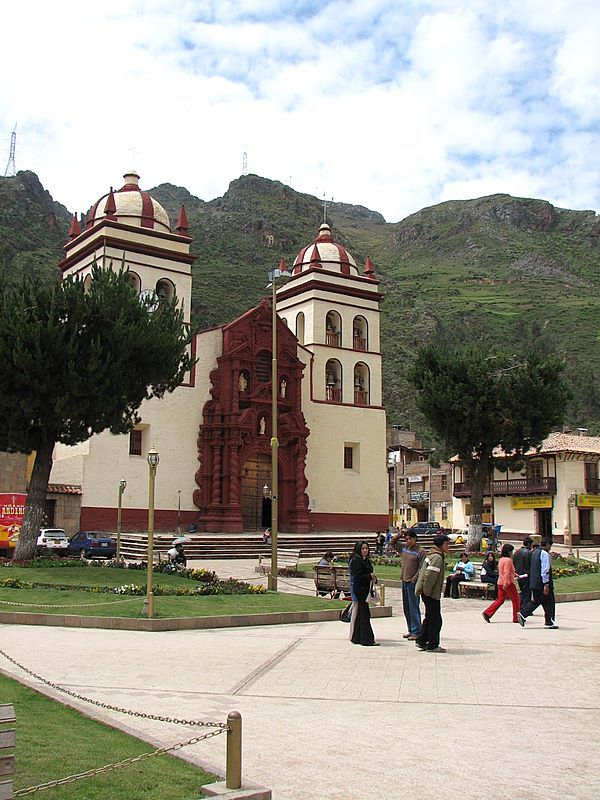
La catedral de Huancavelica.

Las ruinas arqueológicas de Huaytará y Uchkus Inkañán, por sus atributos, muestran la obra de un pueblo altamente civilizado. En total han sido clasificados unos 20 grupos arqueológicos, que guardan más de mil restos de gran valor histórico. Entre las principales ruinas destacan los el centro arqueológico de Inka Wasi, el Morro de Arikac, el Panteón, Puca Rumi, o Santa Catalina. El Palacio Incaico de las Dos Ventanas, sobre cuyas bases se edificó la iglesia de San Juan de Huaytará, con sus famosos muros de piedra labrada. La plaza de los Regocijos o Huacaypata es una especie de baluarte defensivo contra las invasiones, y está formado por tres agrupamientos donde hay tumbas, chullpas, adoratorios, calles, canales, vericuetos, plazas y viviendas.

### Natural
Las aguas termomedicinales de San Cristóbal, son famosas. Las lagunas de Chocloconcha y Oroncocha, magníficas en belleza y ricas en truchas. La ruta a Castrovirreyna es impactante por sus agrestes paisajes.

## Cultura

### Fiestas y costumbres

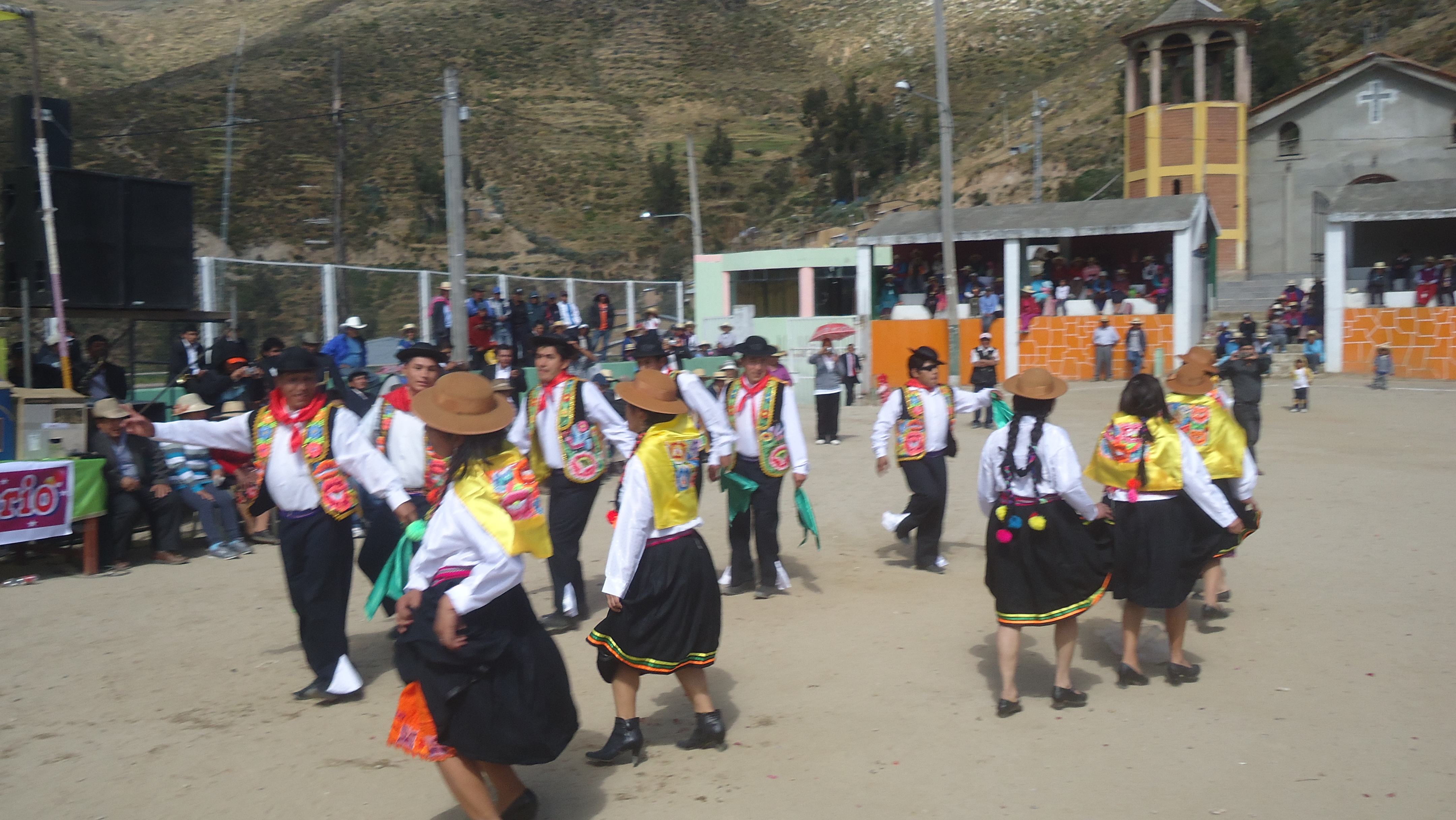
Carnaval

#### Adoración de los Reyes Magos
Es una fiesta muy popular y la más típica entre los huancavelicanos, tiene como escenario casi toda la ciudad de Huancavelica y participan como protagonistas una buena parte del pueblo. Esta fiesta, a manera de auto sacramental, representa el pasado de los Reyes Magos hacia Belén. Consta de actos preparados con mucho cuidado. Los actores aprenden sus parlamentos y los encargados de los vestuarios trabajan afanosamente. Los bailarines, hombres y mujeres, se disfrazan con máscaras, peluca y plumajes formando comparsa con personajes grotescos que hacen las veces de bufos llamados en el idioma quechua como “kichcamachu”.
El 6 de enero al mediodía, los tres Reyes Magos lujosamente ataviados, parten en sus cabalgaduras de la plaza Tupac Amaru, rodeados de la comitiva de esclavos avanzan por la ciudad en medio de una gran multitud. En cada esquina pronuncian discursos exponiendo el motivo del viaje que los llevará hasta el Mesías. Los diálogos se suceden en el camino hasta la plaza Santo Domingo, donde se acondiciona un espacio de reposo para luego de un breve descanso proseguir su viaje llegando hasta la plaza principal, donde en los portales de la Biblioteca Municipal acampan simulando estar en Jerusalén, preguntan por el Mesías prometido. Herodes instalado en su corte en el atrio de la Catedral, los manda llamar y entabla con ellos diálogo para indagar sobre el motivo de su viaje y la misteriosa estrella que los guía. Terminada la entrevista los tres embajadores continúan pronunciando discursos en las esquinas simulando el trayecto a Belén.
El pesebre es instalado en el atrio de la Iglesia San Francisco, allí llegan los Reyes Magos quienes se postran y reverencian al niño, a la Virgen y a San José. La ceremonia termina, los Reyes suben a sus cabalgaduras y se despiden.
Los mayordomos y autores de la fiesta se encargan de dar alegría ofreciendo licor y comida a los actores, bailarines y público en general. Esta fiesta tiene su epílogo al día siguiente con la Procesión de la Sangrada Familia. Durante esta fiesta es típica la danza de “los pastores” que veneran al recién nacido en diferentes etapas durante los tres días. Asimismo, se caracteriza por un albazo y la víspera con quema de castillos y el baile de los asistentes al compás de la banda de músicos y orquesta.

#### Los Negritos
Realizada el 1 de enero inicialmente en Santa Bárbara en la plaza principal de chaccllatacana del 30 de diciembre al 2 de enero por la mejor cuadrilla de negros adoradores y devotos del niño Callaocarpino y Jacobo Illanes con una excelente e incomparable estilo de baile y adoración; a principios del siglo XIX, donde las circunstancias brindaron a los mestizos ya numerosos en la población de la “Villa Rica de Oropesa”, la posibilidad de introducir esa su expresión “baile de los negritos”, con todas sus características, valiéndose del razonamiento convincente para el párroco de la Iglesia “esos negros morosos, pecaminosos, lejos de estar barzoneando en Chincha, se les debe traer con látigo en mano para que vengan a regenerarse adorando al Niño Perdido y aprenden los mandamientos morales de la ley de Dios”.
Se celebra cada segundo domingo de enero.
Así se organizó novedosamente ese grupo folklórico con una expresión afroide y lenguaje ingenuo, pícaro y romántico. Tal sucede que, simulando su llegada a caballo a la Villa Rica de Oropesa, hacen su aparición de las inmediaciones del cementerio, afectados por la fiebre palúdica, tras su paso por altos picos nevados de Portachuela y Chonta, dan lectura a su característico “Bando”, agradeciendo por la acogedora y bulliciosa bienvenida, ofreciendo bailes modernos y trayendo su mensaje de amor “de un beso para las serranas solteras; así fueran barrigonas”, “un abrazo fuerte para cada vieja vanidosa”, “una esperanza para cada viuda”, “dos uvitas maduras y jugosas para cada muchacha quinceañera”, y “que su venida de cinco días será para besar, bailar, cantar y adorar al Niño Perdido por ser Dios de Dioses”.
En ese mismo “Bando”, se hacen portavoces a nombre de sus patrones que en esta caso resultan el mayordomo y el autor, a quienes los motejan previamente de apodos, “invitando a todos los aficionados al vicio, chupacañas, traga de envaldes, a beber y comer a piernas sueltas”, “ucuchas (ratones) al palo aderezado con grasa de llama, jugos especiales preparados con aguas negras y lodo de pantano”, y otros chistes con sátira para burlarse de las autoridades, muy bien captadas de la imaginación cunda del negro; y se dirigen a la Plazuela de Santo Domingo.
Desde vísperas del día central, el clan de 20 a 24 negros más o menos, integrados por “Branco” o “Huaqra Senqa” (nariz larga) representado al capataz blanco, que látigo o tronador en mano, viene abriendo campo y obligando a bailar a los negros para el Niño Perdido, por cuya razón se le llama también “Abrecampo”; “Marica” o “María Rosa” negra (hombre disfrazado de mujer), que haciendo el papel de bufona, se muestra coqueta y provocadora, mostrando los encantos de su cuerpo y repartiendo cucharonasos de barro a todo espectador desprevenido; el “Caporal Mayor” y el “Caporal Menor”, haciendo el papel de vigilantes de la disciplina del clan, adornados todos ellos, de vistosos y originales disfraces con pañuelos de seda y campanillas de plata en mano, bailan a ritmo de hermosos musicales, rematados en cierto momento, con el “zapatín” lleno de destreza, equilibrio y filigrana.
En medio de esos bailes combinan con ocurrencias y expresiones eróticas ingenuas de tipo negroide, por ejemplo, resulta común y tradicional de todo negro su afición por “son congonea” que llega a cautivar al público pueblerino.
Este clan, el día central o de la Procesión del Niño Perdido, rinden en cada esquina que descansa el anda, hermosos salmos o discursos, escritos por poetas huancavelicanos, tradicionistas huancavelicanos; concluida la procesión los negros bailan el atipanacuy que se reproduce en movimientos con el taco, esta baile dura varias horas, luego del cual salen danzando por calles y plazas; para el último día entre llantos y ataques de “María Rosa” realizan la despedida; con caña al hombro y tonada especial interpretada por los músicos; se irán bailando por las calles de Huancavelica.

#### Semana Santa
Sólo esta semana escapa del bullicio que caracteriza a otros momentos festivos, sin embargo se unge de una espiritualidad más profunda y recogimiento místico, algo diferente de otras fechas de fiesta. La ciudad permanece quieta y tranquila viviendo, intensamente, el sobrecogedor drama del Calvario. Resaltan las procesiones nocturnas.
- Domingo de Ramos: que recuerda la entrada triunfal del Señor a Jerusalén. Sale de la Iglesia de Santa Ana representando a Jesús, montado en un pollino vivo, siendo el animal casto y de exclusividad de uso para este fin, dicha expresión recorre longitudinalmente casi toda la ciudad, de oriente a occidente. En todo el recorrido no falta el ingenio andino expresado en alfombras de flores naturales por donde recorre el Señor montado en el asno blanco; concluyendo su trayectoria en el barrio de Ascensión.

- Lunes Santo: sale en procesión la efigie de Jesús preso por los judíos “Señor del Prendimiento” (imagen que alcanza los 2,1 m de altura) de dignísima humildad y dulzura infinita, que cautiva el espíritu y enternece el corazón, haciendo brotar de los ojos lágrimas de amor, de arrepentimiento y de compasión.

- Martes Santo: conmovedora imagen es la que se presenta en procesión del “Señor de los Azotes”, es una de las más culminantes del doloroso martirio de nuestro Señor Jesucristo, haciendo el recorrido de la Iglesia de Santana, pasando por las principales arterias de la ciudad para luego retornar a la iglesia de origen.

- Miércoles Santo: la impresionante efigie del “Señor de Nazareno”, cariñosamente llamado “Villa Señor”, quien es llevado en andas de la Iglesia Catedral, portando la cruz, representando la caída donde Cirineo lo ayuda a cumplir con parte de su recorrido, esperando en las inmediaciones de los portales de la Biblioteca Municipal; en paralelo a ello, de la Catedral sale en anda San Juan que va a su encuentro y haciendo tres reverencias al Señor se marcha para colocarse delante; seguidamente llega la Virgen Verónica, quien luego de la consiguiente reverencia le arroja flores del delantal; dejando traslucir el rostro del Señor; quien se ubica inmediatamente luego de San Juan y finalmente llega el SOLEMNE ENCUENTRO, entre la Virgen de los Dolores y Jesús de Nazareno, donde el público se arrodilla, guardando silencio por algunos minutos, para luego continuar con la procesión en el orden siguiente: San Juan, La Verónica, Jesús de Nazareno y la Virgen Dolorosa, regresando posteriormente a la Iglesia de origen.

- Jueves Santo: institución de la Sagrada Eucaristía y del Sacerdocio Católico, solemne Misa de la “Cena del Señor” y traslado del Santísimo Sacramento al Monumento Eucarístico. Hora Santa en la Catedral y templos parroquiales, visita de monumentos, vela eucarística en la Catedral. Visita de templos para ganar las indulgencias necesarias.

- Viernes Santo: a las 15.00 en las diferentes Iglesias en forma sincronizada celebran misa de tres horas. Esta misa es conocida con el nombre tradicional del SERMÓN DE LAS TRES HORAS, continuando con la procesión de la Virgen Dolorosa y el Santo Sepulcro, que sale de la capilla de la Dolorosa, su trayecto es acompañado por la Hermandad de los Caballeros del Santo Sepulcro, autoridades civiles, militares, religiosas y pueblo en general.

Es costumbre elegir en la puerta de la Capilla a una persona que será el mayordomo para que se haga cargo al año siguiente de la organización; en coordinación con los miembros de la hermandad.
- Sábado de Gloria: en horas de la mañana se darán las celebraciones de la Vigilia Pascual bendición del fuego, del cirio pascual, del agua bautismal, celebraciones eucarísticas, repique de campanas de todos los templos comunicando la resurrección de Cristo. Aleluya, Aleluya. Este día desde tempranas horas los negociantes se instalan en el campo ferial; dando inicio a la feria comercial, ganadera, artesanal, agropecuaria, donde el visitante podrá disfrutar del tradicional “Cuchuscha” o trompeo organizado por los campesinos de las diferentes comunidades.

Es una fecha propicia para saborear la pachamanca.
- Domingo de Pascua de Resurrección: a las 4.00 luego de las funciones litúrgicas, se da la procesión matinal de la imagen de Cristo Resucitado, quien en el trayecto se encontrará con la Virgen María. Concluyendo la procesión en la plaza de Armas, con la quema de un muñeco representativo de Judas en presencia de la población.

Durante la semana en los portales de la Biblioteca Municipal, es característico la venta de platos típicos, así como los suculentos ponches, igualmente los días sábado y domingo se da la gran final de carrera de caballos, donde intervienen los bravos y aguerridos “Chopccas”. Estas carreras se inician en el mes de enero, compitiendo domingo tras domingo.

#### Fiestas de las Cruces y el Espíritu Santo
Mes de mayo, festivo y religioso, caracterizado por las tradicionales corridas de toros, venido desde España y asimilado por la cultura andina, hoy fiesta tradicional con motivo de la celebración de la fiesta de las cruces.
En el mes de mayo: los barrios de Yananaco, Ascensión, San Cristóbal y Santa Ana son centros de ésta colorida fiesta; la misma que comienza con la bajada de las cruces de los cerros de “Cruz Pata” del barrio de Yananaco, Cruz del Cerro Potocchi, del Señor de Potocchi, que es la más grande y mide Ocho metros, pertenece al barrio de la Ascensión; “Cruz Soltera” cerro del mismo nombre, ubicado en el barrio de San Cristóbal, “Cruz del Señor de Oropesa”, del barrio de Santa Ana.
El día central se anuncia con “harawi”. Los obligados, personas parte del sistema de cargo deben traer los toros más bravos de las estancias más lejanas. En este acto son especialistas los famosos chalanes nativos o tiradores de toros quienes interactúan con la sonata de los “waqrapucus” (corneta de cuerno de toro), del que se dice que su melodía es el lenguaje de los toros, así como el de los “pitureros” quienes recepcionan en la plaza central anunciando la llegada de los toros que en su afán de querer huir generan un espectáculo aparte al margen del que se da en el ruedo.
En este evento participa la población en general día tras día, por el espacio de seis días, donde la parte jocosa y resaltante lo hacen los aficionados que animados por unas copas de licor desafían a los toros y a la muerte; utilizando como capa prendas de vestir como chalinas, chompas o ponchos, quienes muchas veces son cogidos por el toro. Ya es costumbre de la gente del pueblo decir que fue una "buena corrida" cuando hubo muertos o heridos.
La culminación de la fiesta de las cruces consiste en trasladar sobre los hombros el pesado madero hasta la cima del cerro, entre cantos y brindis de licor. El retorno del cerro es triste. Las mujeres descienden llorando y musitando las siguientes palabras “ahora nos encontramos solos, huérfanos por haber dejado nuestro Dios”.

#### La Viga Wantuy
Es una fiesta costumbrista que se celebra cada 25 de junio y que subsiste hasta nuestros días en la provincia de Acobamba, que en castellano quiere decir “cargar el tronco”, en este caso es para proveerse de combustible para los festejos de la fiesta patronal.
Como referencia histórica, manifiestan los paucarinos y andabambinos, que antes que existiera la carretera Huancayo – Ayacucho; ni aun el ferrocarril de Lima a Huancayo, las tropas de caballería e infantería obligadamente pernoctaban en esa zona para resguardar a la ciudad de Ayacucho, donde se selló la Independencia Americana.
En el itinerario del viaje de la tropa, Paucará era el lugar de descanso. Los moradores de Paucará así como los de Acobamba, tenían que constituirse con su “Carguyoq” a la cabeza llevando combustible y víveres consistente en reses, carneros y varias cargas de leña, por lo que para evitar sorpresas, los comuneros por previsión ya tenían vigas secas traídas de las quebradas de Anco. Posteriormente las vigas no solamente servían para convertirlas en combustible sino para obras públicas o en todo caso para levantar arcos para la procesión del Santo Patrón, para la construcción o reparación de Iglesias, escuelas, o casas comunales. Cada “Carguyoq” organiza la faena aprovisionándose previamente de coca, cigarrillos, tragos, merienda y chicha, la cordial invitación se hace a través de cánticos en quechua. En la víspera del viaje el “Carguyoq” nuevamente efectúa el “Jayaku”, esta vez con acompañamiento de “Pincullo y Tinya”, recorriendo las calles y anotando el nombre de quienes van a salir al día siguiente. Efectivamente el Carguyoq reúne en la plaza principal con sus familiares y allegados. Algunos “maqtas” disfrazados con piel y cabeza de venado cual coraza y casco los mismos que son decorados con cintas de diferentes colores y las muchachas adecuadamente ataviadas comienzan el viaje con los “Carguyoq” a la cabeza, al son de los pincullos, tinyas, cantos y “harawi”. La Juventud se entusiasma con dos o tres tragos que han saboreado, y para que el viaje no sea cansado cantan.
Llegado al lugar donde se hallara el material deseado; en medio de cánticos y trago; el árbol es cortado. Concluido con el acto ceremonial del corte del árbol; los jóvenes se alistan y preparan sus “kirmas” que consiste en atar y amarrar con gruesas sogas atravesadas por palos a la viga, con las mismas ramas; a una distancia de un metro y medio; los que son cargados por varones en un número de cinco o seis a cada lado, es decir por 10 o 12 parejas; naturalmente según el espesor y peso de cada viga. La parte delantera del árbol es atada con cabresto trenzado del cuero de toro que es agarrada por las muchachas, iniciando el viaje al son de tinya, pitos, pincullus y el canto de las pasñas, vigorizados por el alcohol, chicha y coca. El viaje se realiza por caminos pedregosos, angostos y escabrosos. El sudor de los mozos es secado por las muchachas, quienes están atentas en recoger cualquier prenda que se caiga. La compañía de las pasñas les infunde más valor y aliento a los varones que rápidamente avanzan con su pesada carga.
La entrada al pueblo es muy ceremoniosa; cada uno de los “Carguyoq” ingresan montado sobre la viga, libando caña e invitando a los acompañantes, que luego de dar un recorrido triunfal, la viga es dejada en la plaza principal.

#### Fiesta de la Virgen del Carmen de Lircay
El 16 de julio en el distrito de Lircay (Provincia de Angaraes) se lleva a cabo la festividad de la Virgen del Carmen. Las celebraciones se inician unos días antes, con las “novenas” en la iglesia del barrio de Pueblo Viejo. Hasta el 15 de julio se realizan las denominadas “vísperas” y “albazos” con la quema de fuegos artificiales y la participación del pueblo entero que danza alborozado.

#### El Huaylas Trilla y Trompeo
El 30 de agosto en la zona de Acobamba se denomina qachuwa y en otros lugares de la región se llama Huaylas trilla. Se halla ligada a las actividades agrícolas y se realiza en la época de cosecha de trigo y cebada. Es practicado por los jóvenes campesinos de ambos sexos cuando las gavillas ya han sido secadas y apilonadas en la eras. El dueño del predio luego de proveerse de aguardiente, coca, cigarro y chicha de molle o de “jora”, invita especialmente a las mozas solteras o pasñas casaderas, así como a los maqtas o joven adolescentes de la comunidad, para el famoso Huaylas Trilla, que consiste en un animado baile y fuerte zapateo sobre las gavillas para separar los granos al son de cantos con el acompañamiento de charangos y rondínes.
La noche fijada para el huaylas en una “era”, es noticia que se esparce como un reguero de pólvora entre la enamoradiza juventud, que escoge las noches de luna por ser más propicia para sus cuitas. Los maqtas y pasñas, por sinuosos senderos comienza a llegar a la “era”, cada cual disfrazado para no ser reconocido. Los hombres con sus chalecos o “loqos” multicolores y con sombreros amarrados con pañuelos de algodón en la mandíbula, con sus infaltables watanas y maquitus, ataviados también con ponchos y bufandas que les cubre casi toda la cara. Las mujeres con sus “ucunchas” bordados y sus “walis” o centros de bayeta azul o negro con múltiples vastas, con llicllas y pullos multicolores; su gran pañuelo “inisku” al cuello, sombrero de lana de oveja adornado con cintas tejidas y flores, señal de soltería. Algunos maqtas artistas portan charango o bandurrias y rondínes mientras que algunas mujeres sus “trompas” que son pequeños instrumentos metálicos que se ejecutan con un solo dedo colocando a la boca.
Los concurrentes que generalmente suman entre 18 a 20 jóvenes de ambos sexos que son recibidos por el dueño, quien los invita a sentarse en torno a la “era” previa libación de sendas copas de aguardiente o por lo menos de “verde lojo” (ron), coca y cigarrillos. Después de una amena “Chakchapada”, los mozos empiezan con el “Harawi”; anunciando a los “Maqtas” la iniciación de la faena o “huaylas trilla”. Continúa el huaylas trilla en medio de la alegría general, sobre todo entusiasmado por el trago y la coquita dulce. Las “pasñas” giran en torno a la “era”, mientras que los mozos rítmicamente siguen zapateando sobre las gavillas del trigo. Pasada la media noche, las espigas ya están desgranadas. Es hora de tomar aliento, para proseguir con los diferentes juegos como: “el león y el zorro”, “el sacha tiray” (extraer el árbol), “la paka paka” (las escondidas), la corrida de toros, luego el trompeo o “champa tikray”, dando fin a la madrugada con el “SAWANAKUY - KULLKUY”, que no es sino cargar con la chalina a las muchachas con rumbos desconocidos.

#### La danza de gala o danza de las tijeras

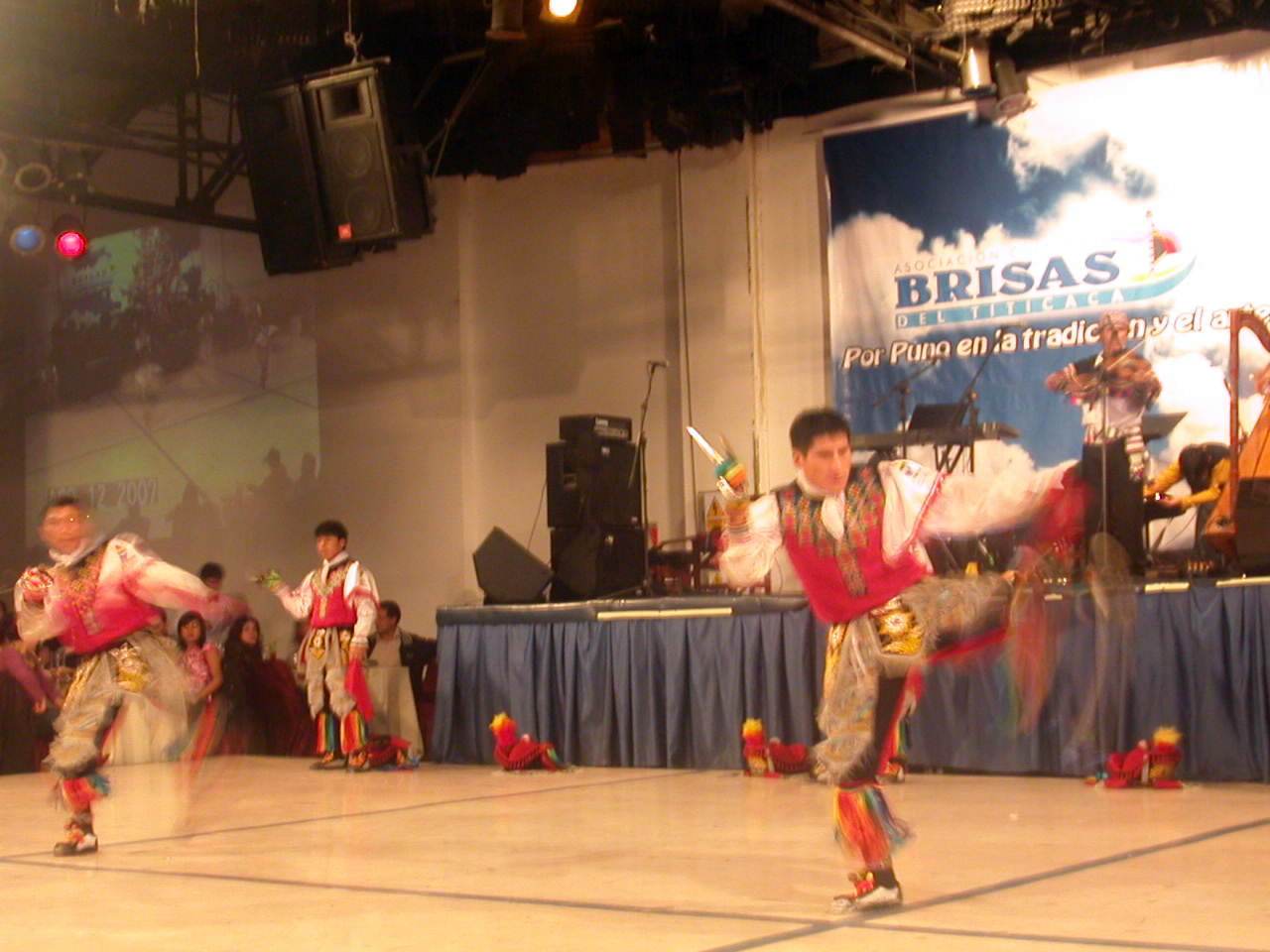
Danzantes de tijeras en un baile regional.

Baile pagano de origen medieval quienes mediante la danza demuestran habilidades extraordinarias del cuerpo y de la prestidigitación, todo ello asociado a lo demoniaco. Según la tradición, la danza es competitiva, de barrio en barrio, de pueblo en pueblo. La sangre no hace mella, primando el dominio mental y el manejo corporal a fin de brindar adoración a la Virgen de la Natividad, Niño Lachocc, Niño Nativo y Niño Manuelito.
Los Tusuq, Layjas, antecesores de los danzantes de tijeras, eran considerados sacerdotes, adivinos, brujos y curanderos, los cuales eran muy respetados por el pueblo. Al llegar los españoles a desterrar las ancestrales costumbres agrícolas para establecer la mita minera, fueron también los principales perseguidos, puesto que se resistían a abandonar sus tradiciones ancestrales.
Llamados entonces “supaypa wawan” que significa “hijo del diablo”, se refugiaron en las alturas más inhóspitas. Como los españoles no lograron borrar la cosmovisión y mitología andina, aceptaron integrarlos a su sociedad con la condición de que danzaran en honor al dios occidental; es decir, que participaran en los rituales de Religión Católica, con el cual someterían a los pueblos.
En la actualidad la danza de tijera es una danza clásica, ritual de carácter mágico y religioso, en la que se representa coreográficamente los espíritus de la pachamama, yacumama, hanaccpacha, ucupacha y otros wamanis que son los dioses andinos; así como los diferentes aspectos de la vida del poblador de la región. Históricamente su escenificación está vinculada a movimiento mesiánicos andinos o de reivindicación religiosa y cultural en sectores de una raíz prehispánica coreográfica, la danza está influenciada por los bailes que los españoles trajeron consigo, especialmente las jotas, contradanzas y minués, así como por la vestimenta de grandes señores virreynales.
El uso de las tijeras, constituida por una tijera herma y otra macho, se debe a un proceso histórico donde los tusuq, sometidos a las explotaciones mineras y de fundiciones, buscaban una aleación de metales que expresasen sus sentimientos y los espíritus de sus antepasados.
El atuendo de los danzantes es variado, dependiendo del personaje y las circunstancias. En la época colonial empezaron a imitar los brillantes uniformes militares, con ciertos cambios de acuerdo al gusto personal. Así, los bordados con hilos metálicos fueron poco a poco representando los seudónimos de los danzantes y figuras de la naturaleza que aparecen en los trajes actuales, integrados por plumajes, sombreros, peluca, pechera, camiseta, casaca, faja, pantalón, mangas, medias, plantillas o zapatillas, pañuelos, guantes, y por supuesto tijeras.
La danza se puede clasificar en danza mayor o de competencia, llamado Atipanacuy; danza menor o Qolla alva que se baila por las noches; y zapateos, ejecutados en las festividades navideñas. Los danzantes tienen una vocación casi sacerdotal, iniciando su aprendizaje, que se transmite de generación en generación, durante la infancia.
Una ocasión propicia para apreciar esta danza, es el 25 de diciembre de cada año, donde realizan el Atipanacuy, en el altar de la Iglesia San Francisco en la ciudad de Huancavelica. Está usted invitado.

## Clasificaciones regionales de Huancavelica
| Autor                         | Índice                      | Posición | Regiones Incluidas | Año   |
| ----------------------------- | --------------------------- | -------- | ------------------ | ----- |
| PNUD                          | Índice de Desarrollo Humano | 24.º     | 24                 | 2012. |
| Instituto Peruano de Economía | Competitividad              | 22.º     | 24                 | 2017. |
| Centrum Cátolica              | Progreso Social             | 19.º     | 26                 | 2016. |
| Centrum Cátolica              | Competitividad              | 26.º     | 26                 | 2016. |

## Autoridades

### Regionales
Como todos los otros departamentos del Perú y la Provincia Constitucional del Callao, constituye una región de facto con un Gobierno Regional propio además de un distrito electoral que elige cinco congresistas.
- 2019 - 2022[10]
  - Gobernador Regional: Maciste Díaz Abad, del Movimiento Independiente Trabajando para Todos.
  - Vicegobernador Regional: Guillermo Quispe Torres, del Movimiento Independiente Trabajando para Todos.
  - Consejeros:

  1. Huancavelica:
    - Fernando Clemente Arana (Movimiento Regional Ayni)
    - Teobaldo Quispe Guillen (Movimiento Independiente Trabajando para Todos)

  2. Acobamba:
    - Hugo Romel Espinoza Ancalle (Movimiento Regional Ayni)
    - Jaime Escobar García (Movimiento Independiente Trabajando para Todos)

  3. Angaraes:
    - Ernesto Sánchez Zorrilla (Movimiento Regional Ayni)
    - Fredy Roland Vidalón Peralta (Movimiento Independiente Trabajando para Todos)

  4. Castrovirreyna: Gianina Sánchez Almonacid (Movimiento Independiente Trabajando para Todos)
  5. Tayacaja:
    - Maritza Marleny Ravelo Chávez (Movimiento Regional Ayni)
    - Tito Arcenio Castro Huamán (Movimiento Independiente Trabajando para Todos)

  6. Huaytara: Micaela Emperatriz Sotelo Berrocal (Movimiento Regional Ayni)
  7. Churcampa: Pelayo Marca Villantoy (Movimiento Independiente Trabajando para Todos)

### Militares
- Ejército del Perú: BIM 43 .
- Marina de Guerra del Perú: .
- Fuerza Aérea del Perú:FUERZA DE ELITE (DOES FAP)

Región Policial Huancavelica, sito en el Jr. Grau s/n - Barrio de Santa Ana - Huancavelica.

### Religiosas
De la religión católica:
- Mons. Isidro Barrio Barrio (Obispo de Huancavelica).

### Policiales
Comisaría de Huancavelica
Comisaría Castrovirreyna